# П'єр-Антуан Дюпон де л'Єтан
Граф П'єр-Антуан Дюпон де л'Єтан (фр. Pierre-Antoine Dupont de l'etang; 4 липня 1765, Шабане, Лімузен — 9 березня 1840, Париж) — французький воєначальник, генерал дивізії (з 2 травня 1797), граф Імперії (з 24 червня 1808), згодом військовий міністр тимчасового уряду і Людовика XVIII (з 1 квітня по 3 грудня 1814).

## Життєпис
П'єр Дюпон де Л'Єтан народився 4 липня 1765 року в Шабане, провінція Ангулем. Здобув військову освіту в паризькій Військовій школі. Рано розпочав військову службу. брав участь у революційних та наполеонівських війнах. Він був здібним підлеглим і командиром дивізії, але його перше по-справжньому незалежне командування в Іспанії в 1808 році призвело до поразки під Байленом, до ганьби та ув'язнення. Дюпон прославився на початку війн за незалежність. Він був присутній у вирішальній битві при Вальмі 1792 року і брав участь у кампанії 1793 року. Там він допоміг захопити австрійські війська і отримав звання генерала бригади. У 1797 році його знову підвищили, цього разу до генерала дивізії.
Він привернув увагу Наполеона під час державного перевороту 18 Брюмера 1799 року, тоді як Дюпон рішуче підтримував. У 1800 році він воював під керівництвом Бертьє у битві при Маренго і зіграв важливу роль у перемозі французів під Поццоло. У 1805 році він командував дивізією під керівництвом маршала Нея під час австрійської кампанії (переміг у ключовій битві під Альбеком), а в 1807 році воював у битві під Фрідландом.
Наприкінці 1807 року він був призначений командувати Другим спостережним корпусом Жиронди, що складався з 25 000 чоловік, більшість із яких нещодавно набрали призовників. У листопаді 1807 року він повів цей корпус через Піренеї в Іспанію. Французи спочатку вважали, що здобули ще одну легку перемогу. Після окупації Мадрида він був створений графом Дюпон де Л'Етан в нагороду за роль у кампанії.
Навесні 1808 року в Іспанії почалося повстання. Маршал Мюрат, який базується в Мадриді, не усвідомлював, наскільки серйозними були повстання, і повідомив про них Наполеону як про серію непов'язаних заворушень. У результаті Наполеон вирішив відправити з Мадрида кілька невеликих літальних колон, щоб придушити безлад. Дюпон отримав командування колоною з 13 000 чоловік і був відправлений на південь для боротьби з повстанням в Андалусії.
Спочатку він був успішним. 7 червня він розгромив війська іспанських добровольців у Алколеї, але його армія зганьбилася, розграбивши Кордову. Це був один із багатьох інцидентів, які почали надавати війні в Іспанії її жорстокого характеру. Незабаром Дюпон зрозумів, що повстання в Андалусії було набагато серйознішим, ніж вважав Наполеон. Він був змушений відступити на схід від Кордови, щоб захистити свої лінії зв'язку назад до Мадрида, зайнявши нову позицію навколо Андухара. Підкріплення прибуло з Мадрида, довівши сили Дюпона до 20 000 чоловік, але незабаром він зіткнувся з 30 000 іспанців під командуванням генерала Франсіско де Кастаньоса.
Після поразки під Байленом Дюпон був зганьблений. Його віддали під військовий суд, позбавили титулів і посадили у в'язницю. Він був звільнений в 1809 році, але знову заарештований в 1812 році, підданий таємному суду і знову був ув'язнений. При реставрації Людовика XVIII був звільнений і вступив на королівську службу. Одного разу він був проти позбавлення власності під час Сто днів, але повернувся до прихильності після другої реставрації Людовика XVIII, працюючи в Таємній раді Луї. Після воєн він звернувся до письменництва, випустивши книгу про набір військових, книги листів з іспанських та австрійських кампаній, а на момент смерті працював над автобіографією. Дюпон є гарним прикладом здібного підлеглого, який виявився неглибоким, коли отримав незалежне командування.

## Революційні війни
Народився в Шабані, Шаранта, Дюпон вперше пройшов активну службу під час французьких революційних воєн членом легіону Майбуа в Нідерландах, а в 1791 році перебував у штабі армії Півночі під командуванням генерала Теобальда Діллона.
Він відзначився в битві при Вальмі, а в боях під Мененом в кампанії 1793 змусив австрійський полк здатися. За це досягнення його підвищили до бригадного генерала, і незабаром він отримав подальше підвищення від Лазаря Карно, який визнав його здібності. У 1797 році він став генеральним директором дивізії.
Піднесення Наполеона Бонапарта, якого він підтримав під час перевороту 18 Брюмера (листопад 1799 року), відкрило йому нові можливості при консульстві та імперії. У кампанії 1800 року він був начальником штабу Луї-Олександра Бертьє, номінального командувача армією Пейерве з айнів, яка виграла битву при Маренго. Після битви він витримав успішний бій [потрібне роз'яснення] проти значно переважаючих сил в Поццоло.

## Наполеонівські війни
У кампанії на Дунаї в 1805 році, будучи командиром однієї з дивізій Мішеля Нея, Дюпон заслужив подальші відмінності, особливо в битві при Хаслах-Юнгінгені (Альбек), в якій він запобіг втечу австрійців з Ульма і тим самим найбільш ефективно сприяв ізоляції і подальшого захоплення Карла Мака фон Лейберіха і всієї його армії. Він також відзначився у битві при Фрідланді.
З таким послужним списком, яким володіли лише деякі з дивізійних командирів Наполеона, він вступив до Іспанії в 1808 році на чолі різношерстого корпусу, що складається з тимчасових батальйонів і швейцарських військ, призваних на французьку службу з іспанської королівської армії. Після окупації Мадрида Дюпон, новоспечений граф Наполеона, був посланий зі своїми військами підкорювати Андалузію. Після кількох перших успіхів йому довелося відступити до перевалів Сьєрра-Морени. Переслідуваний і відрізаний іспанською армією під командуванням герцога Кастаньоса, його корпус зазнав поразки в битві при Байлені після того, як його швейцарські війська дезертирували і повернулися до своєї колишньої вірності. Важко поранений в стегно, Дюпон відчув, що змушений капітулювати. Незважаючи на це, Дюпон послав секретний наказ генералу Домініку Веделю бігти зі своєю дивізією, яка перебувала за межами іспанської пастки. Коли іспанці дізналися про це, вони пригрозили розправитися з людьми Дюпона, якщо Ведель теж не здасться, що Ведель і зробив. В цілому 17 600 французьких солдатів склали зброю під час катастрофи. Мадрид впав під натиском відроджуються іспанських військ, і це незабаром змусило Наполеона втрутитися зі Своєю великою армією, щоб врятувати ситуацію.

## Особисте життя
П'єр Дюпон був одружений 26 грудня 1804 року на Жанні Грас Бергон, дочки державного радника, яка померла в замку Терн (Париж) 13 червня 1858 року. У них було двоє дітей:
Жан-П'єр Теофіль, граф Дюпон; народився в Парижі 23 лютого 1806 року, помер 6 травня 1843 року, одружився 22 липня 1837 року на Адель Лідорі Бікхем (народилася на Маврикії 17 Жовтня 1808 року, померла в Парижі 18 листопада 1841 року), батьки Артура, граф Дюпон, народився в Парижі 10 травня 1839 року.
Клод Жозефіна Роуз Дюпон; одружена з Еженом Паніном Десбассін де Рішмон, графом де Рішмоном.
У нього також був незаконнонароджений син Еме Дюпон (народився в 1790 році в Маастрихті), який став полковником інженерних військ.
Його племінниці Клер Дюпон де Савінья була матір'ю Марі Франсуа Саді Карно, президента Республіки.